# 死後分娩
死後分娩是指孕婦死後死去的胎兒从孕妇尸体的阴道口排出的過程。孕婦死後腹腔内產生的腐敗气体將死胎擠出孕婦屍體。出现死后分娩的情况非常罕見。
人死後，腹腔内器官（如胃、肠等）中的细菌分解屍體产生气体，屍体因而膨胀。於女性屍體中，這些气体可能会造成子宮脫垂，將子宫擠壓出阴道口外，於子宫內有胎兒之情形下，胎儿可能隨著子宮一同被排出阴道口。